# Tây Thanh
Tây Thanh (tiếng Trung: 西青区; bính âm: Xīqīng qū) là một khu (quận) của thành phố Thiên Tân, Trung Quốc, nguyên có tên là "Tây Giao", tháng 3 năm 1992 đổi tên thành "Tây Thanh". Trụ sở hành chính của Tây Thanh nằm tại trấn Dương Liễu Thanh. Trên địa bàn quận có di tích Thạch Gia đại viện. Phía nam của Tây Thanh có khu vực phát triển kỹ thuật công nghệ cao Thiên Tân.

## Hành chính
- Nhai đạo: Lý Thất Trang (李七莊街道), Tây Doanh Môn (西营门街道).
- Trấn: Dương Liễu Thanh (杨柳青镇), Tinh Vũ (精武鎮), Trương Gia Oa (张家窝镇), Vương Ổn Trang (王稳莊镇), Trung Bắc (中北镇), Tân Khẩu (辛口镇), Đại Tự (大寺镇).

## Đại học
- Đại học Sư phạm Thiên Tân (天津师范大学)
- Đại học Bách khoa Thiên Tân (天津理工大学)
- Đại học Công nghiệp Thiên Tân (天津工业大学)
- Viện Nông học Thiên Tân (天津农学院)
- Học viện Kiến thiết Thành thị Thiên Tân (天津城市建设学院)